# Никола Симић
Никола Симић (Београд, 18. мај 1934 — Београд, 9. новембар 2014) био је српски и југословенски глумац.

## Биографија
Рођен је у пекарској породици.
Након основне школе, завршио је Пету београдску гимназију. У гимназији је глумио у Драмској секцији, а 1958. дипломирао глуму на Академији за позоришну уметност у Београду, на класи са Радом Ђуричин, Ружицом Сокић и Батом Живојиновићем.
Брат је глумца Славка Симића. Женио се више пута, није имао деце.

### Позориште
Прву улогу игра већ као студент (1957) у Југословенском драмском позоришту (ЈДП), чији је стални члан од 1959. до 1998. године. У том позоришту остварио је бројне запажене улоге у представама као што су: Ревизор, Псећи валцер, Велика ауто трка, Чекајући Годоа, Пуњене тиквице, Скакавци. Од 1971. је играо у представи Буба у уху, са којом је 7. јуна 2011. прославио јубилеј 40 година играња. Представа је ушла у Гинисову књигу рекорда. И то са обе улоге које тумачи: и као имућни Шандебизе и као хотелски слуга Пош. Највећи део позоришне каријере остварио је у матичном Југословенском драмском, док је повремено гостовао на сцени Атељеа 212, Театра поезије, Позоришта на Теразијама, Позоришта "Славија", Вечерње сцене "Радовић", Крушевачког позоришта и др. Остварио је више од 80 позоришних улога.

### Филм, телевизија и радио
На филму је дебитовао 1957. године кратком појавом у остварењу Суботом увече Владимира Погачића. Посебну пажњу привлачи првом главном филмском улогом, партизана Чавке у Погачићевом остварењу Сам 1959. године. За трагикомичну улогу "фолксдојчера" Лексија у потресној драми Хитлер из нашег сокака 1975. године осваја Гран при "Ћеле кула" на Филмским сусретима у Нишу и Сребрну арену на Филмском фестивалу у Пули. У жанру филмске комедије посебно се прославио улогом Димитрија Пантића у филмском серијалу Тесна кожа (1982—1991), а остаће запамћен и као Светислав Бркић, који имперсонира диригента Херберта фон Карајана, из филмова Друга Жикина династија и Сулуде године. Друге важне улоге су биле у филмовима Давитељ против давитеља, где је играо инспектора Огњена Страхињића, који мора да разреши случај давитеља чије су жртве жене које не воле каранфиле, потом Мољац, Нема проблема, Довиђења у Чикагу и Лајање на звезде. Познат је и по улози симпатичног декице у филму Бели лавови. Улога у Давитељу донела му је и једно инострано признање, Награду за најбољег глумца на фестивалу хорор филма у Мадриду. Остварио је улоге у 50 дугометражних филмова.
На телевизији наступа још од раних 60-их, у бројним ТВ-драмама, ТВ-серијама, забавним и квиз програмима. Широку популарност је стекао улогама у серијама које је написао Синиша Павић, као што су Срећни људи (1993—1996), Породично благо (1998—2002), Стижу долари (2004—2006) и серијама Агенција за СИС (2006—2007) и Љубав, навика, паника (2005—2007). Остварио је више од 100 ТВ улога, углавном у продукцији ТВ Београд (данашња РТС), као и у продукцији других ТВ центара.
Посебан сегмент у његовом глумачком стваралаштву представља опус на Радио Београду. Од 1957. до 2013. године остварио је више од 250 улога у радио драмама Драмског програма Радио Београда.

### Цртани филмови
Познат је и по томе што је синхронизацијама цртаних филмова на српски „позајмљивао” глас Душку Дугоушку и тада изговорио реченицу „Шефе који ти је враг” једну од најпознатијих реченица из цртаних филмова. Глас је позајмио и Микеланђелу и Секачу у Нинџа корњачама; Мегатрону, Блустрику и Чипу Чејсу у Трансформерсима, Гаргамелу из Штрумпфова, Мики Маусу и Шиљи...

### Крај живота
Почетком фебруара 2014. је оперисан у Институту за урологију и нефрологију од рака простате, а почетком јуна због компликација са бешиком.
Преминуо је 9. новембра 2014. у Београду, у 80. години живота. Комеморација поводом смрти доајена српског глумишта одржана је 14. новембра 2014. у Југословенском драмском позоришту на сцени „Љуба Тадић”. Сахрањен је истог дана у Алеји заслужних грађана на Новом гробљу у Београду поред свог брата Славка Симића.

## Награде
- Гран при „Наиса”, награда за најбољу улогу у филму Хитлер из нашег сокака, на Филмским сусретима у Нишу, 1975. године
- Стеријина награда, за најбоље глумачко остварење, за улогу у представи Дундо Мароје, 1977. године
- Специјална Стеријина награда, за улогу у представи Клара Домбровска, 1968. године
- Статуета Ћуран, за улогу у представи Буба у уху, на Данима комедије у Јагодини, 1972. године
- Статуета Ћуран, за улогу у представи Дундо Мароје, на Данима комедије у Јагодини, 1977. године
- Статуета Ћуран, за улогу у представи Лумуција, на Данима комедије у Јагодини, 1979. године
- Златна арена за најбољу споредну мушку улогу, у филму Хитлер из нашег сокака, на Филмском фестивалу у Пули, 1975. године
- Глумачки пар године „Она и он”, заједно са Секом Саблић, за серију Љубав, навика, паника, на Филмским сусретима у Нишу, 2007. године
- Награда Павле Вуисић за изузетан допринос уметности глуме на домаћем филму, на Филмским сусретима у Нишу, 2005. године
- Златни ћуран за животно дело глумцу комичару — највеће признање позоришног фестивала „Дани комедије” у Јагодини, 2006. године[12]
- Нушићева награда за животно дело глумцу комичару, 1992. године[13]

## Филмографија
| Год.       | Назив                                              | Улога                            |
| ---------- | -------------------------------------------------- | -------------------------------- |
| 1950-е     |                                                    |                                  |
| 1957.      | Суботом увече                                      | навијач                          |
| 1958.      | Те ноћи                                            | Малишин друг                     |
| 1959.      | Дундо Мароје                                       |                                  |
| 1959.      | Сам                                                | Чавка                            |
| 1960-е     |                                                    |                                  |
| 1960.      | Љубав и мода                                       | Бата (глас)                      |
| 1960.      | X-25 јавља                                         | Грегорић                         |
| 1961.      | Насиље на тргу                                     | Радио оператор                   |
| 1961.      | Штрафта                                            |                                  |
| 1962.      | Прва љубав                                         |                                  |
| 1962.      | Кишобран, освета и узица (ТВ)                      |                                  |
| 1963.      | Безазлене душе                                     |                                  |
| 1963.      | Необичне делије                                    |                                  |
| 1963.      | Насиље на тргу                                     | радио оператор                   |
| 1963.      | Промаја (серија)                                   |                                  |
| 1964.      | Нови асистент                                      |                                  |
| 1964.      | Народни посланик                                   | Ивковић                          |
| 1964.      | Реквијем за похабане ствари                        |                                  |
| 1965.      | Лице и наличје                                     |                                  |
| 1965.      | Сигурно је сигурно                                 |                                  |
| 1965.      | Алергија                                           |                                  |
| 1965.      | Горки део реке                                     | Јеврем Ристић                    |
| 1966.      | Поглед кроз уво                                    |                                  |
| 1966.      | Три бекрије                                        |                                  |
| 1966.      | Пре рата                                           | Љубомир Протић                   |
| 1967.      | Никад се не зна                                    |                                  |
| 1967.      | Кораци кроз магле                                  | Чапурка                          |
| 1967.      | Будућност света                                    | дворска луда                     |
| 1967.      | Седам Хамлета                                      |                                  |
| 1967.      | Терговци                                           |                                  |
| 1967.      | На туђем хлебу                                     | Иванов                           |
| 1967.      | Пробисвет (ТВ серија)                              |                                  |
| 1968.      | Изгубљено писмо                                    |                                  |
| 1968.      | Наши синови                                        |                                  |
| 1968.      | Слепи миш (ТВ)                                     |                                  |
| 1968.      | Једног дана, једном човјеку                        |                                  |
| 1968.      | Продајем стара кола                                |                                  |
| 1968.      | На рубу памети                                     |                                  |
| 1968.      | Узрок смрти не помињати                            | Фотограф                         |
| 1968.      | Бекства                                            | Бановић                          |
| 1968.      | Вукадин (ТВ серија)                                |                                  |
| 1969.      | Заобилазни Арчибалд                                |                                  |
| 1969.      | Безимена звезда                                    |                                  |
| 1969.      | Кројцерова соната (ТВ)                             |                                  |
| 1969.      | Крчма на главном друму                             |                                  |
| 1969.      | ТВ Буквар                                          | друг Јешић                       |
| 1969.      | Рађање радног народа                               | Шуре                             |
| 1969.      | Велики дан                                         | Жика                             |
| 1970-е     |                                                    |                                  |
| 1970.      | Протекција (ТВ филм)                               | Сава Савић, ћумурџија            |
| 1970.      | Бурна ноћ                                          |                                  |
| 1970.      | Фарса о Патлену                                    | Трговац                          |
| 1970.      | Јепе брђанин (ТВ)                                  |                                  |
| 1971.      | Капетан из Кепеника                                | Кале                             |
| 1971.      | Дом и лепота                                       |                                  |
| 1971.      | Баријоново венчање                                 |                                  |
| 1971.      | Улази слободан човек (ТВ)                          |                                  |
| 1971.      | Леваци                                             | Вук                              |
| 1971.      | Дипломци                                           | Александар Аца Брзић             |
| 1972.      | Злочин и казна                                     | Александар Григорјевич Замјотов  |
| 1972.      | Буба у уху                                         | Виктор Шандебиз                  |
| 1972.      | Розенбергови не смеју да умру                      | Тужилац                          |
| 1972.      | Смех са сцене: Југословенско драмско позориште     |                                  |
| 1972.      | Амфитрион 38                                       |                                  |
| 1972.      | Дамон (ТВ)                                         | Леандер                          |
| 1972.      | Девојка са Космаја                                 | Лисичић                          |
| 1973.      | Кућевласник и паликућа                             |                                  |
| 1973.      | Самртно пролеће                                    | Бошко                            |
| 1973.      | Прослава (ТВ филм)                                 |                                  |
| 1973.      | Хотел за птице                                     |                                  |
| 1973.      | Дубравка                                           |                                  |
| 1974.      | Лажа и Паралажа                                    |                                  |
| 1974.      | Пинг без понга                                     |                                  |
| 1974.      | Кошава                                             | Ђура                             |
| 1975.      | Црни петак                                         | Саја Молеровић                   |
| 1975.      | Циркус бува                                        |                                  |
| 1975.      | Велебитске саонице или три швалера и једна девојка |                                  |
| 1975.      | Проклетиња                                         | Сведок                           |
| 1975.      | Хитлер из нашег сокака                             | Лекси                            |
| 1976.      | Влајкова тајна                                     |                                  |
| 1976.      | Људи с репом                                       |                                  |
| 1977.      | Хајдучка времена                                   | Саватије                         |
| 1977.      | Под истрагом                                       | Правник                          |
| 1977.      | Више од игре                                       | Мирослав Илић-Гуливер            |
| 1978.      | Мисао                                              | Доктор Антон Игњаич Керженцев    |
| 1978.      | Поглед у ноћ                                       |                                  |
| 1978.      | Чардак ни на небу ни на земљи                      | Психијатар у моди                |
| 1978.      | Није него                                          | директор Мартиновић              |
| 1979.      | Сумњиво лице (ТВ)                                  | Јеротије Пантић                  |
| 1979.      | Шестица, горе лево                                 |                                  |
| 1978—1979. | Чардак ни на небу ни на земљи                      |                                  |
| 1979.      | Седам плус седам                                   | Никола                           |
| 1979.      | Копилан                                            |                                  |
| 1980-е     |                                                    |                                  |
| 1980.      | Било, па прошло                                    | погребник                        |
| 1980.      | Врућ ветар                                         | шеф                              |
| 1980.      | Позориште у кући 4                                 | Радин                            |
| 1980.      | Само за двоје                                      | директор предузећа               |
| 1981.      | Лаф у срцу                                         | Сава Митровић                    |
| 1981.      | Ерогена зона                                       | Доктор Поповић „Кикирез”         |
| 1981.      | Берлин капут                                       | Максим                           |
| 1981.      | 500 када                                           | Тржишни инспектор                |
| 1981.      | На рубу памети (ТВ)                                |                                  |
| 1981.      | Седам минус седам                                  |                                  |
| 1981.      | Наши песници (ТВ серија)                           |                                  |
| 1982.      | Три сестре                                         |                                  |
| 1982.      | Стеница (ТВ)                                       |                                  |
| 1982.      | Лукицијада (ТВ серија)                             |                                  |
| 1982.      | Тесна кожа                                         | Димитрије „Мита” Пантић          |
| 1982.      | Мачор на усијаном лименом крову                    | Паја Шушуревић                   |
| 1983.      | Увоз—извоз                                         | Директор из Комишинице           |
| 1984.      | Не тако давно (ТВ серија)                          |                                  |
| 1984.      | Уби или пољуби                                     | Рецепционер                      |
| 1984.      | Давитељ против давитеља                            | Инспектор Огњен Страхињић        |
| 1984.      | The Secret Diary of Sigmund Freud                  | Папа Фројд                       |
| 1984.      | Мољац                                              | Доктор Табацки                   |
| 1984.      | Нема проблема                                      | Миленко Пантић                   |
| 1984.      | Формула 1 (серија)                                 |                                  |
| 1985.      | Ћао инспекторе                                     | Мики                             |
| 1985.      | Хумористички клуб                                  |                                  |
| 1986.      | Смешне и друге приче                               |                                  |
| 1986.      | Мајстор и Шампита                                  | Веља                             |
| 1986.      | Кружна путовања (ТВ)                               | Господин Кукурику                |
| 1986.      | Друга Жикина династија                             | Светислав Бркић                  |
| 1987.      | Тесна кожа 2                                       | Димитрије „Мита” Пантић          |
| 1988.      | Сулуде године                                      | Светислав Бркић                  |
| 1988.      | Вук Караџић                                        | Др. Јозеф Шкода                  |
| 1988.      | Тајна манастирске ракије                           | брат Габријел                    |
| 1988.      | Тесна кожа 3                                       | Димитрије „Мита” Пантић          |
| 1989.      | Вампири су међу нама                               | доктор Шварц                     |
| 1989.      | Другарица министарка                               | Спасоје                          |
| 1990-е     |                                                    |                                  |
| 1990.      | Под жрвњем                                         | Стеван Савић                     |
| 1990.      | Сумњиво лице                                       | Милисав — писар                  |
| 1991.      | Секула се опет жени                                | Синиша                           |
| 1991.      | Глава шећера                                       | Ђука                             |
| 1991.      | Свемирци су криви за све                           | Свемирац                         |
| 1991.      | Тесна кожа 4                                       | Димитрије „Мита” Пантић          |
| 1992.      | Тесна кожа: Новогодишњи специјал (ТВ)              | Димитрије „Мита” Пантић          |
| 1993—1994. | Срећни људи                                        | Михајло Остојић                  |
| 1995.      | Трећа срећа                                        | Пијани поштар                    |
| 1995.      | Театар у Срба                                      |                                  |
| 1995.      | Отворена врата                                     | Жак Убипарип, Кристијан Зу       |
| 1996.      | Добро вече, децо                                   | Чика Антика                      |
| 1996.      | Довиђења у Чикагу                                  | Пајко                            |
| 1995—1996. | Срећни људи 2                                      | Михајло Остојић                  |
| 1996.      | Срећни људи: Новогодишњи специјал                  | Михајло Остојић                  |
| 1997.      | Горе доле                                          | агент некретнинама Животић       |
| 1998.      | Канал мимо                                         | Хранислав                        |
| 1998.      | Никољдан 1901. године                              | Одаџија Таса                     |
| 1998.      | Свирач                                             | Општински писар Видак Пецкаловић |
| 1998.      | Бекство (ТВ)                                       | Парамон Иљиц Корзухин            |
| 1998.      | Голубовића апотека                                 | дворски                          |
| 1998.      | Лајање на звезде                                   | директор                         |
| 1999.      | Кактуси и руже                                     | Борис Лебедев Макс               |
| 2000-е     |                                                    |                                  |
| 2000.      | Суседи                                             | Милош Николић „Барон”            |
| 2000.      | Луђе од луђег                                      | Господин Џоунс                   |
| 2000—2001. | Породично благо                                    | Трипко Стојковић                 |
| 2000.      | Тајна породичног блага                             | Трипко Стојковић                 |
| 2001.      | Бумеранг                                           | Апрцовић                         |
| 2001.      | Бар—Београд вија Пекинг                            | Радомир „Рада” Цветић            |
| 2001—2002. | Породично благо 2                                  | Трипко Стојковић                 |
| 2003.      | Сироти мали хрчки 2010                             | академик/нови министар           |
| 2003.      | Казнени простор                                    | обијач Муња                      |
| 2003.      | Јагода у супермаркету                              | Кобац                            |
| 2003.      | Црни Груја                                         | газда Славко Митезер             |
| 2004.      | Стижу долари                                       | Александар Љутић                 |
| 2004.      | Te quiero, Радиша                                           | Газда                            |
| 2005.      | У ординацији                                       | Пацијент са завојима             |
| 2005.      | Lost and found                                     |                                  |
| 2005—2007. | Љубав, навика, паника                              | Мића                             |
| 2006—2007. | Агенција за СИС                                    | Спиридон Карамарковић            |
| 2007.      | Кафаница близу СИС-а                               | Спиридон Карамарковић            |
| 2008.      | Читуља за Ескобара                                 | Чика Стева                       |
| 2008.      | Забрањена љубав                                    | Официр ЈНА                       |
| 2009.      | Оно као љубав                                      | Тома                             |
| 2010-е     |                                                    |                                  |
| 2011.      | Бели лавови                                        | Декица                           |
| 2013.      | Тесна кожа 5                                       | Димитрије Мита Пантић            |
| 2014.      | Стварање света                                     |                                  |
| 2014.      | Мала историја Србије                               | Никола Симић                     |